# Ghulam Mustafa Jatoi

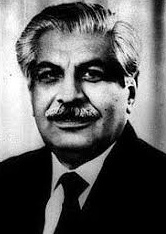
Ghulam Mustafa Jatoi

Ghulam Mustafa Jatoi (* 14. August 1931 in Britisch-Indien; † 20. November 2009 in London) war ein pakistanischer Politiker und 1990 interimsweise Premierminister von Pakistan.

## Leben
Ghulam Mustafa Jatoi wurde im Sindh geboren. Seine Vorfahren waren Murīds of the Pir's of Sarhandi. Er hatte vier Brüder, von denen er der älteste war. Sein Großvater, Khan Bahadur, war 1923, 1927 und 1931 Mitglied in der Nationalversammlung von Bombay. Die Provinz Sindh wurde damals nur von vier Mitgliedern repräsentiert. Der Vater von Jatoi, Ghulam Rasool Jatoi, war 1946 und 1952 Mitglied in der Provinzregierung des  Sindh. Seine Schullaufbahn verbrachte Jatoi in Karatschi . Er ging für ein Studium der Rechtswissenschaften nach England. Das Studium konnte er wegen der schweren Krankheit seines Vaters aber nicht mehr fortsetzen und kehrte nach nur einem Jahr zurück nach Pakistan.
Jatoi wurde 1956 in die erste Provinzregierung Westpakistans gewählt. 1952 war er Vorsitzender im Stadtrat von Nawab Shah.
Ghulam Mustafa Jatoi gehörte 1967 mit Zulfiqar Ali Bhutto zu den Gründern der Pakistan People’s Party (PPP). Er war in der Regierung von Bhutto Chief Minister der Provinz Sindh. Der pakistanische Regierungschef Zia ul Haq ließ Jatoi zweimal verhaften.
Er war 1973 und 1977 in der Provinzregierung des Sindh vertreten. Jatoi hatte in der Regierung von Zulfiqar Ali Bhutto mehrere Ministerposten inne und war von 1973 an der Chief Minister von Sindh. Seine Amtszeit war die längste in der Geschichte Pakistans.
1979 gründete Jatoi seine eigene Partei, die National People’s Party. Es wurde erwartet, dass viele hochrangige Politiker der Partei beitreten würden. Bei den Parlamentswahlen 1988 konnte er in seinem Wahlkreis jedoch keinen Sitz im Parlament gewinnen. Bei den Parlamentswahlen 1993 wurde seine Partei Koalitionspartner der PPP.
Ghulam Mustafa Jatoi wurde 1962, 1965, 1970, 1989, 1990, 1993 und 1997 in das Parlament Pakistans gewählt.
Jatois National People’s Party gewann an Popularität. Er war nach der Auflösung der Regierung von Benazir Bhutto interimsweise vom 6. August 1990 bis zum 6. November 1990 drei Monate lang interimsweise Premierminister von Pakistan. Jatoi schloss sich Bhutto in der Opposition gegen Nawaz Sharif an. Dies führte 1993 zur Auflösung der Regierung unter Nawaz Sharif.
Bei den Parlamentswahlen in Pakistan 2002 war Jatoi Teil der National Alliance (NA). Die NA sicherte sich 16 Sitze im Parlament und im Sindh sowie drei Sitze im Senat.

## Tod
Ghulam Mustafa Jatoi starb im November 2009 in London an einer fortschreitenden Krankheit.